# Anapistula bebuia
Anapistula bebuia is een spinnensoort uit de familie Symphytognathidae. De soort komt voor in Brazilië.